# Orb (Fotografia)

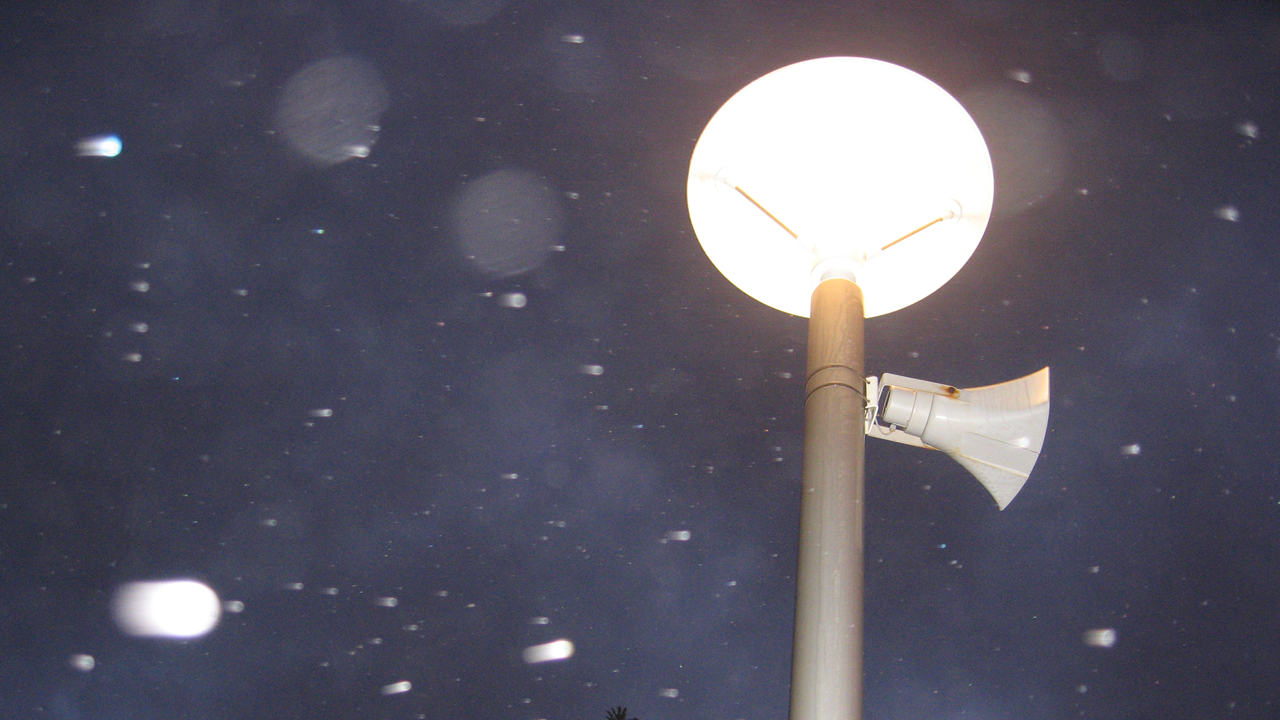
Fotografia amb presència d'abundants orbs.

Un orb (del llatí orbis) és una certa distorsió rodona apareguda en fotografies i vídeos que tècnicament solen rebre el nom d'artefacte causades per retroreflexió de la llum sobre partícules sòlides com pols o pol·len, o partícules líquides com pluja, o per materials que es puguin trobar rere la lent. Els orbs reben aquest nom per la seva forma esfèrica i apareixen com a imatges lluminoses que de vegades deixen un rastre darrere seu i que des de postures pseudocientífiques s'han volgut interpretar a vegades com a plasmacions d'aures, àngels, esperits o energies.